# U-278 (tàu ngầm Đức)
U-278 là một tàu ngầm tấn công  Lớp Type VII thuộc phân lớp Type VIIC được Hải quân Đức Quốc Xã chế tạo trong Chiến tranh Thế giới thứ hai. Nhập biên chế năm 1943, nó đã thực hiện được bảy chuyến tuần tra, đánh chìm được một tàu buôn tải trọng 7.177 GRT cùng một tàu chiến tải trọng 1.810 tấn. U-278 đã sống sót qua cuộc xung đột, đầu hàng lực lượng Đồng Minh trên đường đi sang cảng Narvik, Na Uy vào ngày 17 tháng 5, 1945, và bị đánh đắm ngoài khơi Londonderry trong khuôn khổ Chiến dịch Deadlight vào ngày 31 tháng 12, 1945.

## Thiết kế và chế tạo

### Thiết kế

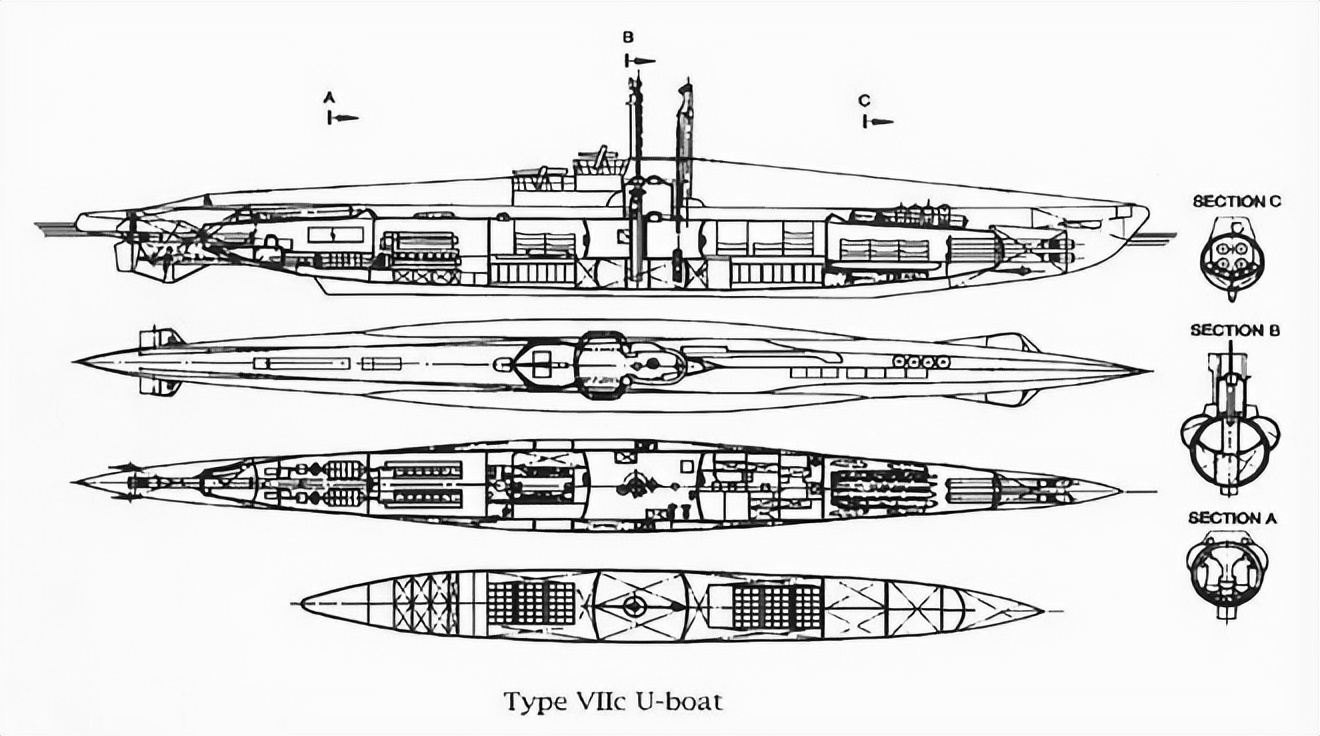
Sơ đồ các mặt cắt một tàu ngầm Type VIIC

Phân lớp VIIC của Tàu ngầm Type VII là một phiên bản VIIB được kéo dài thêm. Chúng có trọng lượng choán nước 769 t (757 tấn Anh) khi nổi và 871 t (857 tấn Anh) khi lặn). Con tàu có chiều dài chung 67,10 m (220 ft 2 in), lớp vỏ trong chịu áp lực dài 50,50 m (165 ft 8 in), mạn tàu rộng 6,20 m (20 ft 4 in), chiều cao 9,60 m (31 ft 6 in) và mớn nước 4,74 m (15 ft 7 in).
Chúng trang bị hai động cơ diesel Germaniawerft F46 siêu tăng áp 6-xy lanh 4 thì, tổng công suất 2.800–3.200 PS (2.100–2.400 kW; 2.800–3.200 bhp), dẫn động hai trục chân vịt đường kính 1,23 m (4,0 ft), cho phép đạt tốc độ tối đa 17,7 kn (32,8 km/h), và tầm hoạt động tối đa 8.500 nmi (15.700 km) khi đi tốc độ đường trường 10 kn (19 km/h). Khi đi ngầm dưới nước, chúng sử dụng hai động cơ/máy phát điện AEG GU 460/8–27 tổng công suất 750 PS (550 kW; 740 shp). Tốc độ tối đa khi lặn là 7,6 kn (14,1 km/h), và tầm hoạt động 80 nmi (150 km) ở tốc độ 4 kn (7,4 km/h). Con tàu có khả năng lặn sâu đến 230 m (750 ft).
Vũ khí trang bị có năm ống phóng ngư lôi 53,3 cm (21 in), bao gồm bốn ống trước mũi và một ống phía đuôi, và mang theo tổng cộng 14 quả ngư lôi, hoặc tối đa 22 quả thủy lôi TMA, hoặc 33 quả TMB. Tàu ngầm Type VIIC bố trí một hải pháo 8,8 cm SK C/35 cùng một pháo phòng không 2 cm (0,79 in) trên boong tàu. Thủy thủ đoàn bao gồm 4 sĩ quan và 40-56 thủy thủ.

### Chế tạo
U-278 được đặt hàng vào ngày 10 tháng 4, 1941, và được đặt lườn tại xưởng tàu của hãng Bremer-Vulkan-Vegesacker Werft ở Bremen vào ngày 26 tháng 3, 1942. Nó được hạ thủy vào ngày 2 tháng 12, 1942, và nhập biên chế cùng Hải quân Đức Quốc Xã vào ngày 16 tháng 1, 1943 dưới quyền chỉ huy của Hạm trưởng, Trung úy Hải quân Joachim Franze.

## Lịch sử hoạt động

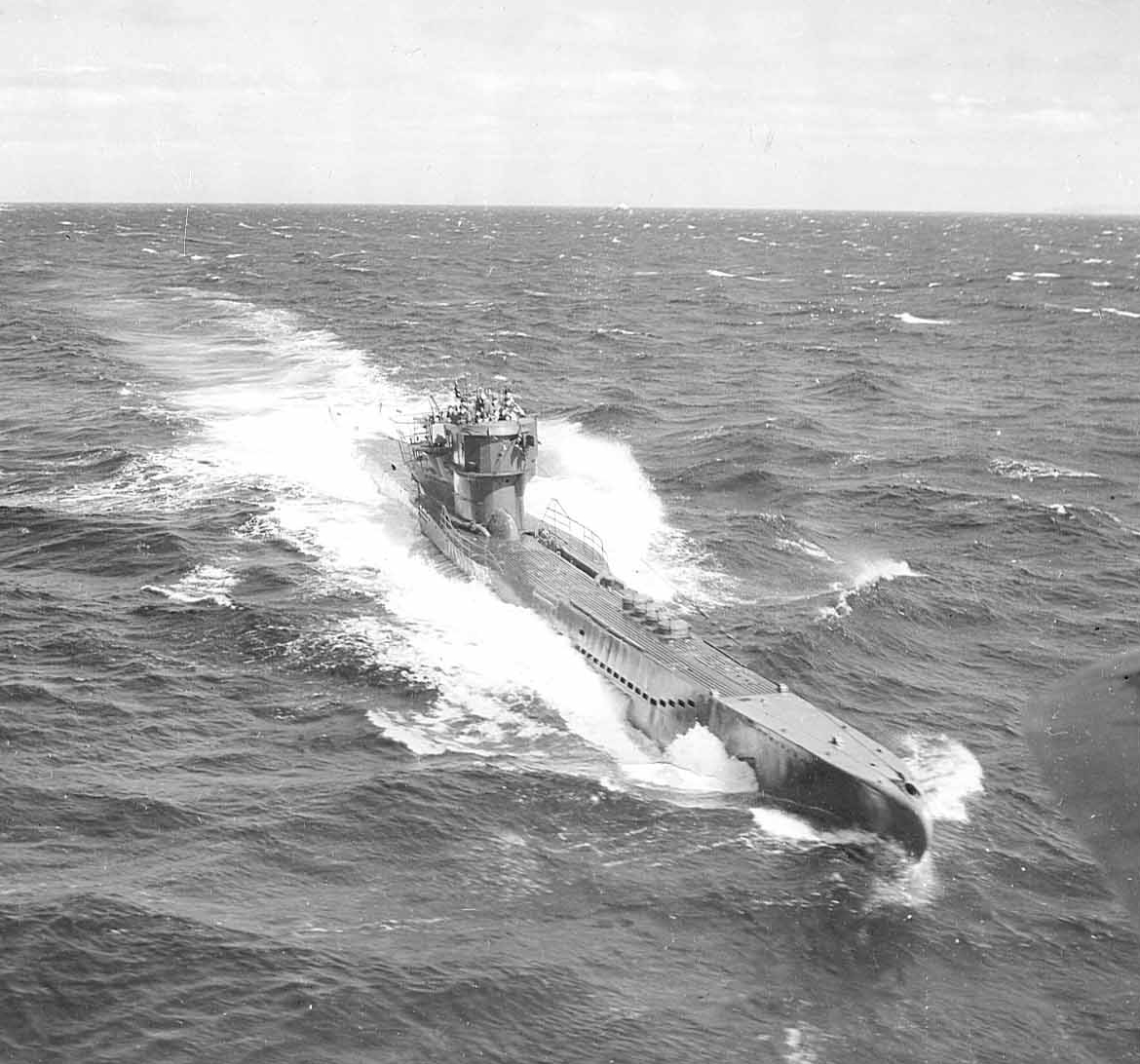
U-278 nhìn từ một máy bay ném bom B-24 Liberator.

Sau khi hoàn thành việc chạy thử máy và huấn luyện trong thành phần Chi hạm đội U-boat 8, U-278 được điều sang Chi hạm đội U-boat 7 từ ngày 1 tháng 10, 1943, rồi sang Chi hạm đội U-boat 11 từ ngày 1 tháng 1, 1944, và cuối cùng với Chi hạm đội U-boat 13 từ ngày 1 tháng 9, 1944 cho đến khi xung đột kết thúc.

### 1944

#### Chuyến tuần tra thứ nhất
Sau khi chuyển căn cứ hoạt động từ Kiel đến cảng Bergen, Na Uy vào cuối tháng 12, 1943, U-278 khởi hành từ cảng này vào ngày 8 tháng 1, 1944 cho chuyến tuần tra đầu tiên trong chiến tranh, để hoạt động trong vùng biển Na Uy về phía Nam đảo Bear. Vào ngày 25 tháng 1, ở vị trí khoảng 115 nmi (213 km) về phía Bắc mũi North, Na Uy, nó phóng một loạt ba quả ngư lôi tấn công Đoàn tàu JW 56A, đánh chìm tàu buôn Hoa Kỳ Penelope Barker 7.177 GRT tại tọa độ 73°22′B 22°30′Đ / 73,367°B 22,5°Đ. U-278 kết thúc chuyến tuần tra và đi đến cảng Hammerfest, Na Uy vào ngày 28 tháng 1.

#### Chuyến tuần tra thứ hai
U-278 xuất phát từ Hammerfest vào ngày 29 tháng 1 cho chuyến tuần tra thứ hai, và tiếp tục hoạt động ở vùng biển phía Bắc Na Uy cho đến tận biển Barents. Vào ngày 30 tháng 1, nó phóng ngư lôi tấn công Đoàn tàu JW 56B, và đã đánh trúng chiếc tàu khu trục HMS Hardy (1.810 tấn) ở vị trí về phía Đông Nam đảo Bear. Hardy bị hư hại nặng đến mức thủy thủ đoàn phải bỏ tàu, và bị đánh đắm bởi tàu khu trục HMS Venus. U-278 kết thúc chuyến tuần tra và đi đến cảng Narvik, Na Uy vào ngày 19 tháng 2.

#### Chuyến tuần tra thứ ba
U-278 khởi hành từ Narvik vào ngày 4 tháng 3 cho chuyến tuần tra thứ ba, và hoạt động tại các khu vực biển Na Uy và biển Barents quen thuộc. Nó kết thúc chuyến tuần tra tại cảng Hammerfest vào ngày 4 tháng 4. 

#### Chuyến tuần tra thứ tư
U-278 lại xuất phát từ Hammerfest vào ngày 24 tháng 4 cho chuyến tuần tra thứ tư trong biển Na Uy. Vào ngày 3 tháng 5, trong khi đang theo dõi Đoàn tàu RA 59, chiếc tàu ngầm bị tấn công bất ngờ bởi hai máy bay ném bom-ngư lôi Fairey Swordfish và một máy bay tiêm kích Grumman Martlet thuộc các liên đội 822 và 833 Không lực Hải quân Hoàng gia xuất phát từ các tàu sân bay hộ tống HMS Fencer và HMS Activity. Tuy nhiên chiếc tàu ngầm chỉ bị hư hại nhẹ tháp chỉ huy và sàn tàu do hỏa lực súng máy bắn phá, còn những quả mìn sâu thả xuống rơi cách xa con tàu. U-278 tự nhận hỏa lực phòng không của nó đã bắn rơi chiếc Martlet, tuy nhiên cả ba  chiếc máy bay đều quay trở về tàu an toàn. U-278 kết thúc chuyến tuần tra tại Bergen vào ngày 8 tháng 5. Sau đó chiếc tàu ngầm di chuyển qua lại giữa Bergen, Ramsund và Narvik trong tháng 7.

#### Chuyến tuần tra thứ năm
Trong chuyến tuần tra tiếp theo khởi đầu từ Hammerfest vào ngày 2 tháng 8, U-278 xâm nhập sâu trong lãnh hải Liên Xô để hoạt động trong các vùng biển Barents và biển Kara. Chiếc tàu ngầm quay trở về Narvik vào ngày 3 tháng 10, rồi đi đến Trondheim vào ngày 8 tháng 10. Vào khoảng thời gian này, chiếc tàu ngầm được nâng cấp trang bị ống hơi để cải thiện khả năng hoạt động ngầm dưới nước.

### 1945

#### Chuyến tuần tra thứ sáu và thứ bảy
Sau khi di chuyển từ Trondheim đến Bergen vào cuối tháng 12, 1944, U-278 xuất phát từ đây vào ngày 23 tháng 12 cho chuyến tuần tra thứ sáu. Nó hoạt động trong biển Na Uy cho đến tận bờ biển phía Bắc Scotland, và quay trở về Narvik vào ngày 13 tháng 2, 1945.
Sau đó U-278 có chuyến tuần tra cuối cùng trong chiến tranh, diễn ra từ ngày 10 tháng 4 đến ngày 9 tháng 5, cùng xuất phát và kết thúc tại Narvik.

#### Số phận
Sau khi Đức Quốc xã chấp nhận đầu hàng, U-278 cùng 14 tàu U-boat Đức khác còn lại tại căn cứ Narvik được phía Đồng Minh chỉ thị đi đến Skjomen để tránh đụng độ với lực lượng Na Uy. Đến ngày 15 tháng 5, chúng cùng năm hạm tàu nổi khác của Đức lên đường đi sang Trondheim để đầu hàng. Trên đường đi họ bắt gặp Đội hộ tống 9 của Anh, và U-278 chính thức đầu hàng lực lượng Đồng Minh vào ngày 17 tháng 5. Các tàu U-boat được áp giải sang Loch Eriboll, Scotland, đến nơi vào ngày 19 tháng 5.
Sau đó trong khuôn khổ Chiến dịch Deadlight, vào ngày 31 tháng 12, 1945, U-278 bị đánh đắm bằng hải pháo từ các tàu khu trục Anh HMS Onslaught và tàu khu trục Ba Lan ORP Błyskawica ngoài khơi Londonderry, tại tọa độ 55°44′B 8°21′T / 55,733°B 8,35°T.

### "Bầy sói" tham gia
U-278 từng tham gia tám bầy sói:
- Isegrim (16 - 27 tháng 1, 1944)
- Werwolf (29 tháng 1 - 18 tháng 2, 1944)
- Boreas (4 - 5 tháng 3, 1944)
- Taifun (5 - 10 tháng 3, 1944)
- Thor (10 tháng 3 - 3 tháng 4, 1944)
- Donner & Keil (25 tháng 4 - 3 tháng 5, 1944)
- Greif (3 tháng 8 - 26 tháng 9, 1944)
- Faust (21 tháng 4 - 1 tháng 5, 1945)

### Tóm tắt chiến công
U-278 đã đánh chìm được một tàu buôn tải trọng 7.177 GRT và một tàu chiến tổng tải trọng 1.810 tấn:
| Ngày             | Tên tàu         | Quốc tịch              | Tải trọng | Số phận      |
| ---------------- | --------------- | ---------------------- | --------- | ------------ |
| 25 tháng 1, 1944 | Penelope Barker | United States          | 7.177     | Bị đánh chìm |
| 30 tháng 1, 1944 | HMS Hardy       | Hải quân Hoàng gia Anh | 1.810     | Bị đánh chìm |